# Torre de Broadway
La torre de Broadway, està situada en el terme de Broadway Hill, a 44 km entre Evesham i Moreton-in-Marsh, una milla (1,6 km) al sud de la vil·la Broadway, a Worcestershire, Anglaterra. Es troba en el segon punt més alt dels Cotswolds després de Cleeve Hill. A 312 metres sobre el nivell del mar.

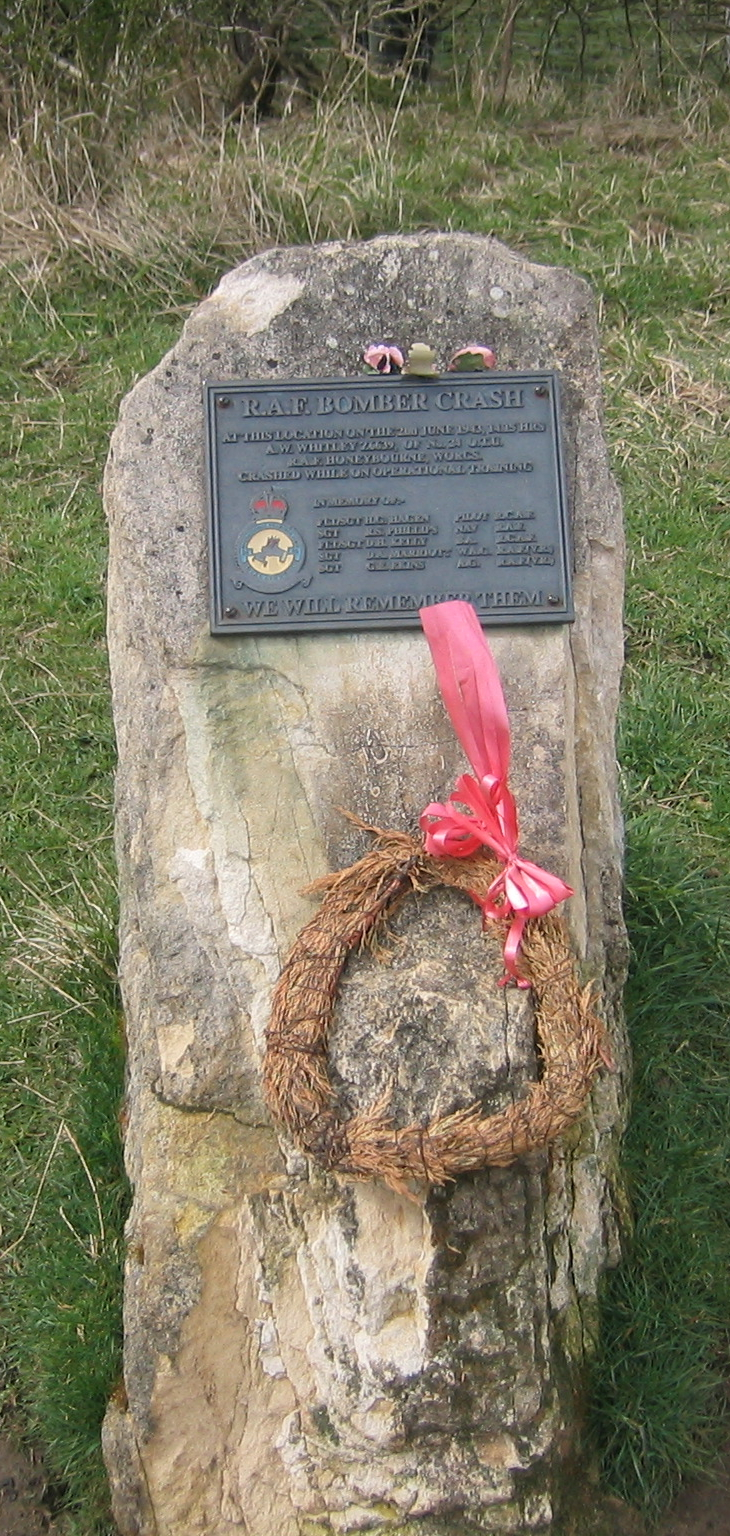
monument a la tripulació del bombarder AW38

La torre té 55 peus (17 metres) d'altura. Avui dia, és una atracció turística, amb diverses exposicions obertes al públic accessibles mitjançant una petita tarifa. La torre "Saxon" va ser dissenyada per James Wyatt el 1794 per a semblar-se a un castell de burla, i fou construïda en honor de la Verge de Coventry el 1799. La torre va ser construïda en un "far", on es van encendre les balises en ocasions especials. Lady Coventry es va preguntar si un far en aquest pujol es podia veure des de la seva casa a Worcester, a aproximadament 22 milles (35 km) de distància, i va patrocinar la construcció de la torre per a esbrinar-ho. Es veia clarament.
L'arquitecte, Wyatt, va utilitzar diverses influències arquitectòniques per a la construcció de la torre, des de certs traços de castell, passant per muralles fortificades a balconades i finestres franceses amb una plataforma d'observació en el sostre. Amb el pas del temps la torre va passar per diverses mans: en algun moment va servir com impremta para Sir Thomas Phillips i en un altre va ser la casa de vacances de William Morris, arquitecte, poeta i dissenyador que solia residir-hi durant les vacances amb els seus amics. Des d'aquest lloc Morris va escriure algunes de les cartes que van fundar fet i fet l'empresa d'arquitectura i disseny industrial que va determinar un moviment cultural a l'Anglaterra victoriana, obra per la qual és conegut.
La torre es troba en el Cotswold Way, és de fàcil accés seguint el Cotswold Way de la carretera A44 a Fish Hill, o través d'una forta pujada des del poble de Broadway. Prop de la torre hi ha un monument a la tripulació d'un bombarder AW38 Whitley que es va estavellar allí durant una missió d'entrenament durant el Juny de 1943.